# Dino Ciccarelli
Dino L. Ciccarelli, född 8 februari 1960 i Sarnia, Ontario, är en kanadensisk före detta professionell ishockeyspelare som spelade 19 säsonger i NHL, huvudsakligen för Minnesota North Stars. Han noterades för 1200 poäng under sin NHL-karriär och är North Stars bästa poängplockare genom tiderna.

## Karriär
Dino Ciccarelli anses av många vara en av de allra bästa spelarna som aldrig fick vinna Stanley Cup. Det närmsta han kom var 1994–95 då hans Detroit Red Wings förlorade finalen mot New Jersey Devils med 4-0 i matcher. Han fick lämna Detroit för Tampa Bay Lightning under säsongen 1996–97 efter bråk med Scotty Bowman. Det året vann Detroit Stanley Cup.
Ciccarellis karriär innehöll flera kontroversiella ögonblick, både på isen och utanför. 1987 erkände han sig skyldig till förargelseväckande beteende och dömdes till ett villkorligt straff. I en match mot Toronto Maple Leafs 6 januari 1988 attackerade han Toronto-backen Luke Richardson med klubban. Denna incident ledde till att Ciccarelli dömdes till en dags fängelse och 1 000 dollar i böter för misshandel. 22 juni 2010 valdes Ciccarelli in i Hockey Hall of Fame, tillsammans med Angela James och Cammi Granato.
Dino och hans bror Robert Ciccarelli är delägare i OHL-laget Sarnia Sting sedan 1994. Ciccarellis #8 har även pensionerats av hans juniorlag London Knights. Bröderna Ciccarelli är släkt med de Hall of Fame-invalda Tony Esposito och Phil Esposito.  
Ciccarelli äger Nightclub 22 i Shelby Township, Michigan.

## Meriter
- OMJHL Second All-Star Team 1978
- NHL All-Star Game 1982, 1983, 1989, 1997

## Statistik

### Klubbkarriär
| 1976–77      | London Knights        | OMJHL        | 66   | 39  | 43  | 82   | 45   | 20  | 11 | 13 | 24  | 14  |
| 1977–78      | London Knights        | OMJHL        | 68   | 72  | 70  | 142  | 49   | 9   | 6  | 10 | 16  | 6   |
| 1978–79      | London Knights        | OMJHL        | 30   | 8   | 11  | 19   | 35   | 7   | 3  | 5  | 8   | 0   |
| 1979–80      | London Knights        | OMJHL        | 62   | 50  | 53  | 103  | 72   | 5   | 2  | 6  | 8   | 15  |
| 1979–80      | Oklahoma City Stars   | CHL          | 6    | 3   | 2   | 0    | —    | —   | —  | —  | —   |     |
| 1980–81      | Oklahoma City Stars   | CHL          | 48   | 32  | 25  | 57   | 45   | —   | —  | —  | —   | —   |
| 1980–81      | Minnesota North Stars | NHL          | 32   | 18  | 12  | 30   | 29   | 19  | 14 | 7  | 21  | 25  |
| 1981–82      | Minnesota North Stars | NHL          | 76   | 55  | 51  | 106  | 138  | 4   | 3  | 1  | 4   | 2   |
| 1982–83      | Minnesota North Stars | NHL          | 77   | 37  | 38  | 75   | 94   | 9   | 4  | 6  | 10  | 11  |
| 1983–84      | Minnesota North Stars | NHL          | 79   | 38  | 33  | 71   | 58   | 16  | 4  | 5  | 9   | 27  |
| 1984–85      | Minnesota North Stars | NHL          | 51   | 15  | 17  | 32   | 41   | 9   | 3  | 3  | 6   | 8   |
| 1985–86      | Minnesota North Stars | NHL          | 75   | 44  | 45  | 89   | 51   | 5   | 0  | 1  | 1   | 6   |
| 1986–87      | Minnesota North Stars | NHL          | 80   | 52  | 51  | 103  | 88   | —   | —  | —  | —   | —   |
| 1987–88      | Minnesota North Stars | NHL          | 67   | 41  | 45  | 86   | 79   | —   | —  | —  | —   | —   |
| 1988–89      | Minnesota North Stars | NHL          | 65   | 32  | 27  | 59   | 64   | —   | —  | —  | —   | —   |
| 1988–89      | Washington Capitals   | NHL          | 11   | 12  | 3   | 15   | 12   | 6   | 3  | 3  | 6   | 12  |
| 1989–90      | Washington Capitals   | NHL          | 80   | 41  | 38  | 79   | 122  | 8   | 8  | 3  | 11  | 6   |
| 1990–91      | Washington Capitals   | NHL          | 54   | 21  | 18  | 39   | 66   | 11  | 5  | 4  | 9   | 22  |
| 1991–92      | Washington Capitals   | NHL          | 78   | 38  | 38  | 76   | 78   | 7   | 5  | 4  | 9   | 14  |
| 1992–93      | Detroit Red Wings     | NHL          | 82   | 41  | 56  | 97   | 81   | 7   | 4  | 2  | 6   | 16  |
| 1993–94      | Detroit Red Wings     | NHL          | 66   | 28  | 29  | 57   | 73   | 7   | 5  | 2  | 7   | 14  |
| 1994–95      | Detroit Red Wings     | NHL          | 42   | 16  | 27  | 43   | 39   | 16  | 9  | 2  | 11  | 22  |
| 1995–96      | Detroit Red Wings     | NHL          | 64   | 22  | 21  | 43   | 99   | 17  | 6  | 2  | 8   | 26  |
| 1996–97      | Tampa Bay Lightning   | NHL          | 77   | 35  | 25  | 60   | 116  | —   | —  | —  | —   | —   |
| 1997–98      | Tampa Bay Lightning   | NHL          | 34   | 11  | 6   | 17   | 42   | —   | —  | —  | —   | —   |
| 1997–98      | Florida Panthers      | NHL          | 28   | 5   | 11  | 16   | 28   | —   | —  | —  | —   | —   |
| 1998–99      | Florida Panthers      | NHL          | 14   | 6   | 1   | 7    | 27   | —   | —  | —  | —   | —   |
| OMJHL totalt | OMJHL totalt          | OMJHL totalt | 226  | 169 | 177 | 346  | 201  | 41  | 22 | 34 | 56  | 35  |
| NHL totalt   | NHL totalt            | NHL totalt   | 1232 | 608 | 592 | 1200 | 1425 | 141 | 73 | 45 | 118 | 211 |

### Webbkällor
- ”Dino Ciccarelli”. eliteprospects.com. http://eliteprospects.com/player.php?player=21964. Läst 5 januari 2011.

### Fotnoter
1. ↑  ”Ciccarelli, Granato and James Elected to Hall of Fame”. The Sports Network. 22 juni 2010. http://www.tsn.ca/nhl/story/?id=325384. Läst 22 juni 2010.